# Domenico Scopelliti
Domenico Scopelliti (Catona, 24 settembre 1841 – Oppido Mamertina, 16 aprile 1922) è stato un vescovo cattolico italiano.

## Biografia
Nacque a Catona, in comune di Reggio Calabria, il 24 settembre 1841.
Fu canonico della parrocchia di Catona e fu alla guida della Pia Unione delle Figlie di Maria Immacolata di cui faceva parte Brigida Maria Postorino, fondatrice dell'Istituto delle Figlie di Maria Immacolata, ma all'epoca una fanciulla, e di cui fu anche confessore spirituale.
Fu preconizzato vescovo di Oppido Mamertina il 28 novembre 1898 e consacrato a Reggio Calabria l'8 gennaio 1899.
Si distinse tra l'altro per la sua inesauribile carità durante il terremoto del 1908.
Morì il 16 aprile 1922.

## Genealogia episcopale
La genealogia episcopale è:
- Cardinale Scipione Rebiba
- Cardinale Giulio Antonio Santori
- Cardinale Girolamo Bernerio, O.P.
- Arcivescovo Galeazzo Sanvitale
- Cardinale Ludovico Ludovisi
- Cardinale Luigi Caetani
- Cardinale Ulderico Carpegna
- Cardinale Paluzzo Paluzzi Altieri degli Albertoni
- Papa Benedetto XIII
- Papa Benedetto XIV
- Cardinale Enrico Enriquez
- Arcivescovo Manuel Quintano Bonifaz
- Cardinale Buenaventura Córdoba Espinosa de la Cerda
- Cardinale Giuseppe Maria Doria Pamphilj
- Papa Pio VIII
- Papa Pio IX
- Cardinale Raffaele Monaco La Valletta
- Cardinale Gennaro Portanova
- Vescovo Domenico Scopelliti